# Kurt Sucksdorff
Kurt Sucksdorff (Stoccolma, 10 maggio 1904 – Stoccolma, 1º gennaio 1960) è stato un hockeista su ghiaccio svedese.

## Palmarès

### Olimpiadi invernali
- Argento a Sankt Moritz 1928 nell'hockey su ghiaccio.